# Selenginsky (huyện)
Huyện Selenginsky (tiếng Nga: ? райо́н) là một huyện hành chính tự quản (raion), của Buryatia, Nga. Huyện có diện tích 8513 km², dân số thời điểm ngày 1 tháng 1 năm 2000 là 57400 người. Trung tâm của huyện đóng ở Gusinoozersk.